# أووك
أووك (بالإنجليزية: Awok)‏ هي شركة للتجارة الإلكترونية مقرها في دبي، الإمارات العربية المتحدة.، تبيع الشركة سلعًا مثل أزياء الملابس، وإكسسوارات الموضة، وأدوات المطبخ، والأجهزة المنزلية، و الهواتف المحمولة، والكاميرات، ومنتجات الصحة والجمال.
أغلقت المنصة في خطوة مفاجئة، حيث قالت الشركة إنه بسبب كورونا ومنذ بداية هذه السنة واجهت صعوبات جمة ما أرغمها على التوقف بشكل نهائي.

وفي بيان رسمي منها قالت:
لسوء الحظ، انتهت رحلة Awok كلاعب في التجارة الإلكترونية في السوق الشامل وتوقفت الشركة عن العمل، بعد سبع سنوات لا تصدق من توفير الأموال لعملائنا من خلال إنشاء أعمال إقليمية ومنصة لموردينا وبائعينا، يحزننا أن نعلمكم أنه نظرًا للوضع العالمي الحالي لم يترك للشركة خيارًا آخر سوى إغلاق منصتها للأبد.

كان طموح الشركة هو توفير الخيارات والقدرة على تحمل التكاليف للجميع في منطقة الشرق الأوسط وشمال إفريقيا من خلال بناء البنية التحتية والمنصات لتمكين الأعمال التجارية، ولكن هذا الطموح لم ينج من بيئة الأعمال الحالية ليؤتي ثماره. نحن فخورون بالتأثير الإيجابي الذي أحدثته شركتنا على عملائنا وشركائنا وموردينا ونشعر بالامتنان لكل من شارك في الرحلة، نتوجه بشكر خاص إلى Awokers الذين قدموا الدعم المستمر لـ Awok من خلال كل عملهم الجاد وتفانيهم.